# Lilla Stentjärnet (Dalskogs socken, Dalsland)
Lilla Stentjärnet är en sjö i Melleruds kommun i Dalsland och ingår i Göta älvs huvudavrinningsområde.
Lilla Stentjärnet ligger i Lunnebo Natura 2000-område.